# ¡Hay motivo!
¡Hay motivo! és una sèrie de 32 curtmetratges produïts el febrer de 2004 i projectats a partir del 9 de març en els quals es critiquen diversos aspectes de la realitat social espanyola i, sobretot, al govern del Partit Popular en diferents temes socials i polítics. D'acord amb els propis realitzadors, el propòsit d'aquesta sèrie de curtmetratges era propiciar un canvi de govern davant les imminents eleccions generals. Després dels atemptats de l'11 de març de 2004 es va produir un curtmetratge número 33, titulat "Epílogo", dirigit per Diego Galán i narrat per Fernando Fernán Gómez, on es discutia la gestió informativa de la massacre i el seu efecte en les eleccions que succeirien 3 dies després.

## Contingut
Entre els temes de crítica es troba la pujada del preu de l'habitatge a Espanya, la gestió per part del govern de la crisi que va seguir a l'enfonsament del petrolier Prestige a Galícia, el suport del president José María Aznar a la invasió de l'Iraq de 2003 o la manipulació de la televisió pública, avalada per la condemna judicial al presentador d'informatius Alfredo Urdaci, per manipulació informativa en el cas d'una vaga general convocada pels sindicats Comissions Obreres i UGT.
¡Hay motivo! no es va exhibir comercialment en cinema, sinó que va ser projectat en universitats i altres llocs que van sol·licitar expressament la seva projecció. També es va emetre en canals locals de televisió. Els propis cineastes van utilitzar aquests canals a fi de difondre la sèrie tan ràpid com els fos possible, per la qual cosa també van animar a descarregar la pel·lícula per Internet, a través de xarxes P2P.
L'efecte de la pel·lícula en l'opinió pública és difícilment avaluable, ja que els atemptats de Madrid l'11 de març de 2004, tan sols tres dies abans de les eleccions, van suposar un canvi massa brusc en la societat i en la política espanyola.
Finalment, la pel·lícula va ser estrenada comercialment el 12 de novembre de 2004 i projectada fins al dia 25 del mateix mes, últim dia d'exhibició de la cinta. A penes 496 espectadors es van acostar al cinema per a veure-la (dades del Ministeri de Cultura). La recaptació va ascendir a 2.831,40 euros.

### Antecedents
Un dels detonants de la realització d'aquesta cinta va ser probablement la XVII edició dels Premis Goya, celebrada l'1 de febrer de 2003, en la qual actors i directors van portar xapes dient "No a la guerra" i van convertir l'acte en un al·legat contra aquesta.
Un altre dels antecedents va ser probablement l'èxit que va tenir la pel·lícula documental de Michael Moore Bowling for Columbine, que va suposar un ressorgiment del gènere documental.

## Els curts
1. Libre (Joaquín Oristrell), amb Candela Peña i Secun de la Rosa. Radiografia social.
2. El plan hidrológico (Pere Portabella). Protagonitzat per Pedro Arrojo Agudo, professor de Ciències Físiques
3. La pesadilla (Álvaro del Amo). Desastre de Doñana.
4. Cerrar los ojos (David Trueba). Sobre la justícia espanyola.
5. ¿Dónde vivimos? (Gracia Querejeta). Problema de l'habitatge.
6. La insoportable levedad del carrito de la compra (Isabel Coixet). Els pensionistes i la seva compra.
7. Soledad (José Ángel Rebolledo). Ancians que moren sols acasa.
8. Adopción (Sigfrid Monleón). Discriminació en aquest afer de les parelles homosexuals.
9. Por tu propio bien (Icíar Bollaín). Sobre les complicacions i patiment de la mare i la criatura en el part. Protagonitzat per Luis Tosar.
10. Adolescentes (Chus Gutiérrez). Plantjea el tema del sistema educatiu.
11. El club de las mujeres muertas (Víctor Manuel). Videoclip de la cançó El club de las mujeres muertas, del cantautor Víctor Manuel, qui debuta com a director realitzant el seu propi vídeo musical. Tant el vídeo como la cançó traca el tema dels maltractes a dones i la violència de gènere.
12. Se vende colegio (Pedro Olea). Uns pares es queixen que l'Església va comprar el col·legi públic (per tant laic) al que acudien els seus fills i ara imparteixen uns ensenyaments religiosos que res tenen a veure amb les anteriors. El problema és que els pares es van assabentar d'aquesta venda una vegada iniciat el curs acadèmic.
13. Catequesis (Yolanda García Serrano). Pilar Bardem narra un conte, escrit per Juan José Millás, a l'espectador; el conte d'un capellà que abusava sexualment de menors i el bisbe que el secundava.
14. Las Barranquillas (Víctor García León). La protecció social deixa de banda a alguns grups especials.
15. Madrid, mon amour (Ana Díez i Bernardo Belzunegui).
16. Por el mar corre la liebre (José Luis Cuerda). En 1993, el llavors president del Partit Popular i aspirant a la Moncloa, José María Aznar, llançava un advertiment premonitori: "aquestes coses es queden gravades en vídeo".
17. Armas de destrucción mediática (Miguel Ángel Díez). El famós cas Urdaci dut al cinema.
18. Manipulación (Imanol Uribe). La manipulació dels mitjans de comunicació públics i privats.
19. Mis treinta euros (Fernando Colomo). A un obrer li deuen trenta euros d'una obra que va anar a inaugurar un representant del govern.
20. Doble moral (Juan Diego Botto).
21. Verja (Alfonso Ungría). Refugiats africanos a la tanca de Melilla.
22. Español para extranjeros (José Luis García Sánchez).
23. ¿Legalidad? (Daniel Cebrián). Sobre la Base Naval de la Badia de Guantánamo.
24. Muertos de segunda (El Gran Wyoming). Parla el germà de José Couso.
25. Yak-42 (Manuel Gómez Pereira).
26. La pelota vasca (fragmentos) (Julio Medem). Sobre el conflicte al País Basc generat al voltant de la violència d'ETA i la cuestió nacional.
27. Kontrastasum (Versos de Gabriel Celaya) (Mireia Lluch).
28. Cena de capitanes (Pere Joan Ventura). sobre el Desastre del Prestige.
29. Mayday (Manuel Rivas). Chapapote.
30. Técnicas para un golpe de estado (Vicente Aranda).
31. El pasado que te espera (Mariano Barroso). Llista de motius reals per votar a un partit que dona suport la gestió de l'executiu a l'última legislatura
32. La mosca cojonera (Antonio Betancor). Dona la cara Ramon Fontserè.
33. Epílogo (Diego Galán).

## Nominacions i premis
- Nominada al Goya a la millor pel·lícula documental.[7]
- Premi especial als Premis Turia de 2004.[8]